# Retzin (Groß Pankow)
Retzin ist ein Ortsteil der Gemeinde Groß Pankow im Landkreis Prignitz in Brandenburg. Zum Ortsteil gehören die Dörfer Klein Linde, Kreuzburg, Retzin und Rohlsdorf.

## Geografie und Verkehrsanbindung
Retzin liegt südwestlich des Kernortes Groß Pankow an der B 189. Durch den Ortsteil fließt die Stepenitz, ein Nebenfluss der Elbe.

## Sehenswürdigkeiten
Als Baudenkmale sind ausgewiesen:
- in Klein Linde (siehe Liste der Baudenkmale in Groß Pankow (Prignitz)#Klein Linde):
  - die Fachwerkkapelle, erbaut im Jahr 1736
- in Kreuzburg (siehe Liste der Baudenkmale in Groß Pankow (Prignitz)#Kreuzburg):
  - die Dorfkirche, erbaut im Jahr 1687
  - ein Bauernwohnhaus (heute Scheune; Dorfstraße 4)
- in Retzin (siehe Liste der Baudenkmale in Groß Pankow (Prignitz)#Retzin):
  - das Schloss und der Park
  - der Wirtschaftshof des Schlosses, bestehend aus Schafstall, Stall- und Speichergebäude, Gutsverwalterhaus und Wirtschaftsgebäude
  - eine Gedenktafel zur Erinnerung an die Bodenreform und die Schaffung des vollgenossenschaftlichen Dorfes
- in Rohlsdorf (siehe Liste der Baudenkmale in Groß Pankow (Prignitz)#Rohlsdorf):
  - die Dorfkirche mit Kirchhofmauer
  - ein Gehöft (Lindenstraße 2, 3), bestehend aus einem Wohnhaus, zwei Wirtschaftsgebäuden und Hofpflasterung

## Söhne und Töchter
- Gustav Heinrich Gans Edler Herr zu Putlitz (1821–1890), Gutsbesitzer, Schriftsteller, Theaterintendant und Politiker; von 1888 bis 1890 Mitglied des Preußischen Herrenhauses
- Stephan Gans zu Putlitz (1854–1883), Professor für Nationalökonomie
- Konrad Gans Edler Herr zu Putlitz (1855–1924), Gutsbesitzer und Politiker; von 1916 bis 1918 Mitglied des Preußischen Herrenhauses
- Wolfgang Gans Edler Herr zu Putlitz (1857–1931), Gutsbesitzer und Politiker; von 1907 bis 1918 Abgeordneter im deutschen Reichstag
- Joachim Gans zu Putlitz (1860–1922), Generalintendant des königlich-württembergischen Hoftheaters in Stuttgart und Präsident des Deutschen Bühnenvereins
- Elisabeth Karoline Josephine Gans zu Putlitz (1862–1935), Schriftstellerin